# Hong Kong Senior Challenge Shield 2023/24
Der Hong Kong Senior Challenge Shield 2023/24 war die 120. Austragung eines K.-o.-Fußballwettbewerbs in Hongkong. Teilnehmer waren die elf Mannschaften der ersten Liga, der Hong Kong Premier League. Das Turnier begann am 30. September 2023 und endete am 10. Februar 2024. Titelverteidiger war der Kitchee SC.

## Termine
| Runde         | Datum                                                               |
| ------------- | ------------------------------------------------------------------- |
| 1. Runde      | 30. September 2023 1. Oktober 2023                                  |
| Viertelfinale | 1. November 2023 3. November 2023 4. November 2023 5. November 2023 |
| Halbfinale    | 11. November 2023 12. November 2023                                 |
| Finale        | 10. Februar 2024                                                    |

## Erste Runde
|                                              | Ergebnis        |                   |
| -------------------------------------------- | --------------- | ----------------- |
| 30. September 2023 (Aberdeen Sports Ground)  |                 |                   |
| Southern District FC                         | 5:1             | Hongkong U23 FT   |
| 1. Oktober 2023 (Tai Po Sports Ground)       |                 |                   |
| Tai Po FC                                    | 1:1 (4:3 i. E.) | North District FC |
| 1. Oktober 2023 (Sham Shui Po Sports Ground) |                 |                   |
| Sham Shui Po SA                              | 1:0             | Hongkong FC       |

## Viertelfinale
|                                         | Ergebnis  |                      |
| --------------------------------------- | --------- | -------------------- |
| 1. November 2023 (Mong Kok Stadium)     |           |                      |
| Hong Kong Rangers FC                    | 4:3 n. V. | Sham Shui Po SA      |
| 3. November 2023 (Mong Kok Stadium)     |           |                      |
| Lee Man FC                              | 2:1       | Tai Po FC            |
| 4. November 2023 (Tai Po Sports Ground) |           |                      |
| Kitchee SC                              | 7:0       | Resources Capital FC |
| 5. November 2023 (Tai Po Sports Ground) |           |                      |
| Eastern AA                              | 3:2 n. V. | Southern District FC |

## Halbfinale
|                                      | Ergebnis |                      |
| ------------------------------------ | -------- | -------------------- |
| 11. November 2023 (Mong Kok Stadium) |          |                      |
| Eastern AA                           | 3:0      | Hong Kong Rangers FC |
| 12. November 2023 (Mong Kok Stadium) |          |                      |
| Kitchee SC                           | 1:0      | Lee Man FC           |

## Finale
|                                     | Ergebnis  |            |
| ----------------------------------- | --------- | ---------- |
| 10. Februar 2024 (Mong Kok Stadium) |           |            |
| Kitchee SC                          | 2:1 n. V. | Eastern AA |